# وال‌استریت ژورنال
وال‌استریت ژورنال (تلفظ درست نام: وال‌استریت جورنال) (به انگلیسی: The Wall Street Journal) یکی از مهم‌ترین و پرنفوذترین روزنامه‌های اقتصادی-سیاسی در جهان است، که مرکز آن در خیابان وال استریت در شهر نیویورک در ایالات متحده آمریکا قرار دارد. وال‌استریت ژورنال پرتیراژترین روزنامه بعد از یو اس ای تودی در سطح ایالات متحده آمریکا است و پرمخاطب‌ترین روزنامهٔ انگلیسی‌زبان با موضوع تجاری در جهان است.
روزنامهٔ وال‌استریت ژورنال به‌طور هم‌زمان در تمامی دنیا از جمله چاپ مخصوص آن برای آسیا و اروپا منتشر می‌شود. شمارگان روزنامهٔ وال‌استریت ژورنال در سال ۲۰۰۶ میلادی برابر با ۲ میلیون نسخه در روز، به‌اضافهٔ یک‌میلیون مشترک وبگاه اینترنتی خود بود که حق اشتراک می‌پردازند. بدین نحو روزنامه وال‌استریت ژورنال پرفروش‌ترین روزنامهٔ اقتصادی در جهان به‌شمار می‌آید. رقیب اصلی وال‌استریت ژورنال، روزنامهٔ فایننشیال تایمز است که مقر اصلی آن در شهر لندن و در کشور بریتانیا قرار دارد.
مالک پیشین نشریهٔ وال‌استریت ژورنال، شرکت داوجونز بود که در سال ۲۰۰۷ آن را به قیمت ۵ میلیارد دلار به شرکت نیوز کورپوریشن (به مالکیت روپرت مرداک) فروخت. این روزنامه تا سال ۲۰۱۹ میلادی توانسته ۳۷ جایزه پولیتزر را کسب کند.
وال استریت ژورنال یکی از بزرگ‌ترین روزنامه‌های ایالات متحده آمریکا از نظر تیراژ است، با تیراژ حدود ۲٫۸۳۴ میلیون نسخه (شامل نزدیک به ۱٬۸۲۹٬۰۰۰ فروش دیجیتال) تا اوت ۲۰۱۹، داشته است که در مقایسه با ۱٫۷ میلیون نسخه یواس‌ای تودی می‌باشد. وال استریت ژورنال یک مجله خبری که سبک زندگی لوکس را ترویج می‌کند، منتشر می‌نماید که در ابتدا به صورت فصلنامه منتشر شد اما در سال ۲۰۱۴ به ۱۲ شماره گسترش یافت. نسخه آنلاین آن در سال ۱۹۹۵ راه اندازی شد که از آن زمان فقط برای مشترکان قابل دسترسی بوده است. مشی مقالات در صفحات سرمقاله معمولاً محافظه کار هستند.

## تاریخچه
اولین محصولات شرکت داوجونز، انتشار روزنامه بولتن‌های خبری مختصر بود موسوم به «فلیم‌سیز» که شبیه به اوراق لاتاری بینگو بود و در اوایل دهه ۱۸۸۰به صورت دستی به بازرگانان بورس اوراق بهادار تحویل داده می‌شد. آنها بعداً یک برگه روزنامه خلاصه‌ای را روزانه چاپ کردند تحت عنوان نامه بعداز ظهر مشتریان. متعاقبان روزنامه‌نگاران چارلز هنری داو، ادوارد جونز و چارلز برگ اس‌ترسر این برگه را به روزنامه وال‌استریت ژورنال تبدیل کردند که برای اولین بار در ۸ ژوئیه ۱۸۸۹ منتشر شد و شرکت داوجونز خدمات‌دهی‌اش را به‌وسیله تلگراف آغاز کرد.

## هیئت تحریریه
اعضای هیئت تحریریه وال استریت ژورنال به تحریر روزنامه نظارت داشته و به‌طور عام سرمقاله آن را ارائه می‌کنند. وال استریت ژورنال جزئیاتی دربارهٔ وظایف دقیق اعضای هیئت تحریریه ارائه نمی‌کند.
هر شنبه و یکشنبه، سه نویسنده صفحه سرمقاله به ریاست پل گیگوت، ویراستار صفحه سرمقاله، در بخش تحریریه روزنامه کانال فاکس نیوز حاضر می‌شوند و در مورد مسائل روز با مهمانان مختلف بحث می‌کنند. ورمونت سی. رویستر (۱۹۵۸تا ۱۹۷۱) و رابرت ال بارتلی (۱۹۷۲تا ۲۰۰۰) به عنوان ویراستار صفحه سرمقاله به ویژه در ارائه تفسیر محافظه کارانه و اثرگذار در اخبار روزانه نقش دارند.

## صفحه سرمقاله و موضع‌گیری سیاسی
این روزنامه در ۱۹۴۷ و ۱۹۵۳ دو جایزه اول پولیتزر خود را برای تحریر سرمقاله‌هایش به دست آورد. جوایز بعدی پولیتزر به رابرت ال بارتلی در ۱۹۸۰و جوزف راگو در ۲۰۱۱ به خاطر مقالاتشان در وال‌استریت ژورنال اهدا گردید. همچنین در ۱۹۸۳ به خاطر انتقاد به مانوئلا هولترهوف و در ۲۰۰۵ به جو مورگنسترن و در ۱۹۸۴ برای تفسیری از ورمونت به رویستر اهدا شد، پل گیگوت در ۲۰۰۰، دوروتی رابینوویتز در ۲۰۰۱، برت استیفنز در ۲۰۱۳و پگی نونان در ۲۰۱۷ برنده جایزه پولیتزر شدند.